# Georgij Ivanovič Čelpanov
Georgij Ivanovič Čelpanov (in russo Георгий Иванович Челпанов?, in ucraino Гео́ргій Іва́нович Челпа́нов?, Heorhij Ivanovyč Čelpanov; Mariupol', 16 aprile 1862 – Mosca, 13 febbraio 1936) è stato uno psicologo e filosofo ucraino.

## Biografia
Dopo aver studiato storia e filologia nell'Università di Novorossijsk a Odessa, Ucraina dal 1892 insegnò filosofia nell'Università di Kiev e, dal 1907, in quella di Mosca. Qui fondò nel 1914 l'Istituto di psicologia, il primo in tutta la Russia e, nel 1917, della rivista Panorama psicologico e scrisse diversi manuali di psicologia, di logica e di filosofia. Oppositore del regime sovietico, fu sollevato dall'insegnamento.